# 车家湾乡
车家湾乡，是中华人民共和国甘肃省临夏回族自治州东乡族自治县下辖的一个乡镇级行政单位。

## 行政区划
车家湾乡下辖以下地区：
车家湾村、马脊梁村、大湾村、水家村和段岭村。